# Leichtathletik-Europameisterschaften 2010/Marathon der Männer

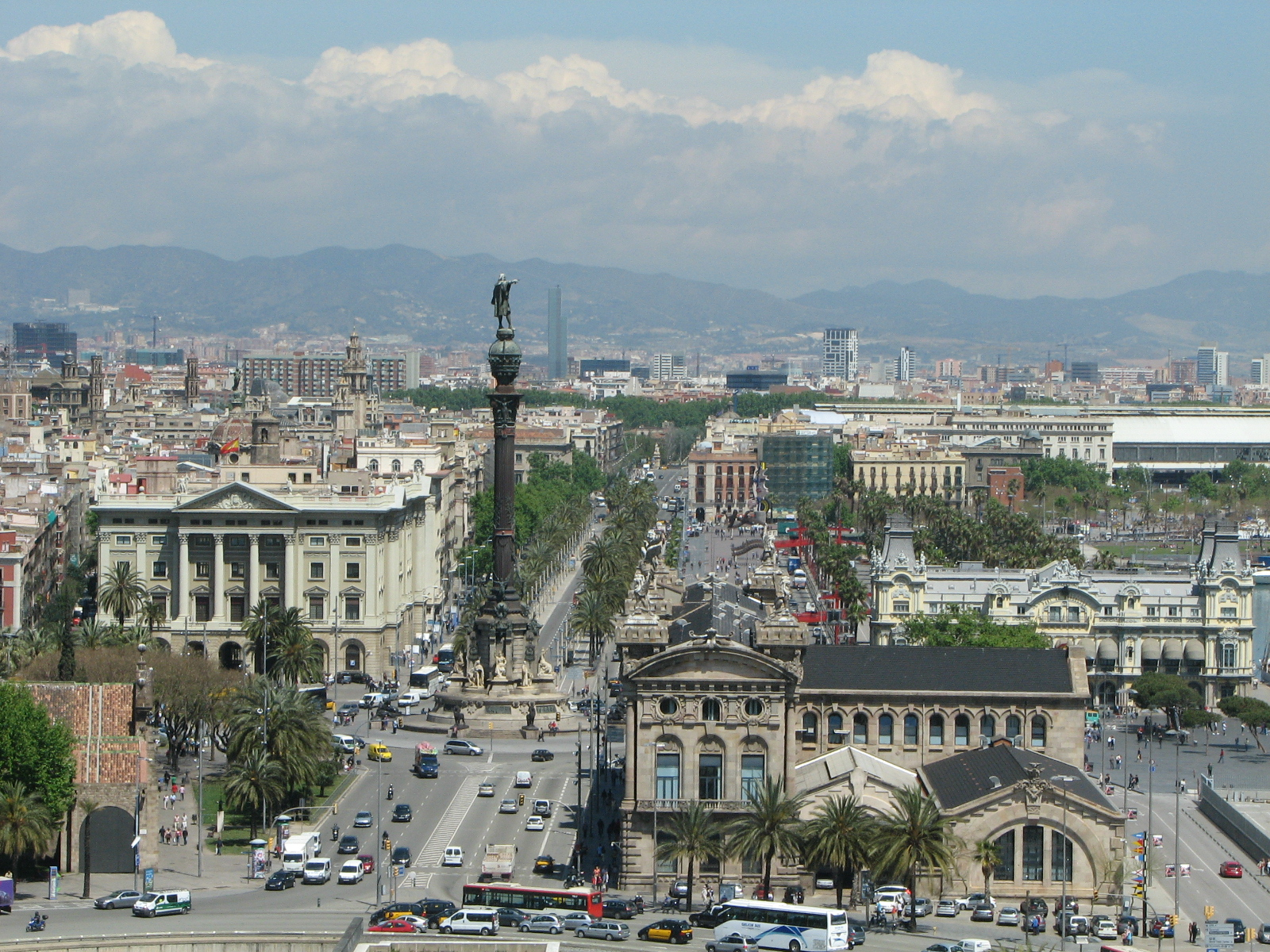
Blick auf Barcelona im Jahr 2008

Der Marathonlauf der Männer bei den Leichtathletik-Europameisterschaften 2010 fand am 1. August 2010 in den Straßen der spanischen Stadt Barcelona, statt.
Der Schweizer Viktor Röthlin gewann das Rennen in 2:15:31 h. Vizeeuropameister wurde der Spanier José Manuel Martínez vor dem Russen Dmitri Safronow.
Für die Teamwertung, dem sogenannten Marathon-Cup, wurden die Zeiten der drei besten Läufer je Nation addiert. Die Wertung zählte allerdings nicht zum offiziellen Medaillenspiegel. Es siegte die Mannschaft aus Spanien vor Russland und Italien.

## Bestehende Rekorde
| Weltrekord           | Haile Gebrselassie | 2:03:59 h | Berlin-Marathon 2008    | 28. September 2008 |
| Europarekord         | Carlos Lopes       | 2:07:12 h | Rotterdam-Marathon 1985 | 20. April 1985     |
| Meisterschaftsrekord | Martín Fiz         | 2:10:31 h | EM in Helsinki          | 14. August 1994    |

Der bestehende EM-Rekord wurde bei diesen Europameisterschaften nicht erreicht. Mit seiner Siegerzeit von 2:15:31 h blieb der Schweizer Europameister Viktor Röthlin genau fünf Minuten über dem Rekord. Zum Europarekord fehlten ihm 8:19 min, zum Weltrekord 9:35 min.

## Zwischenzeiten
| Marke | Zeit      | Führender            | 5-km-Zeit |
| ----- | --------- | -------------------- | --------- |
| 5 km  | 16:35 min | Ruggero Pertile      | 16:35 min |
| 10 km | 32:45 min | Yuriy Abramov        | 16:10 min |
| 15 km | 48:40 min | Dmitri Safronow      | 15:55 min |
| 20 km | 1:04:15 h | James Theuri         | 15:35 min |
| 25 km | 1:20:09 h | José Manuel Martínez | 15:44 min |
| 30 km | 1:35:58 h | Viktor Röthlin       | 15:49 min |
| 35 km | 1:52:12 h | Viktor Röthlin       | 16:14 min |
| 40 km | 2:08:19 h | Viktor Röthlin       | 16:07 min |

## Ergebnis

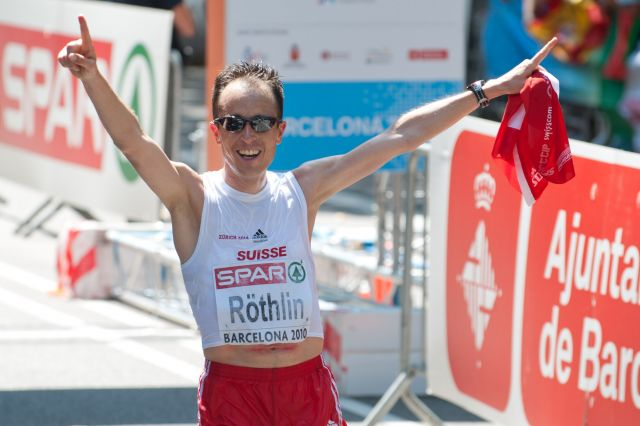
Europameister Viktor Röthlin im Ziel

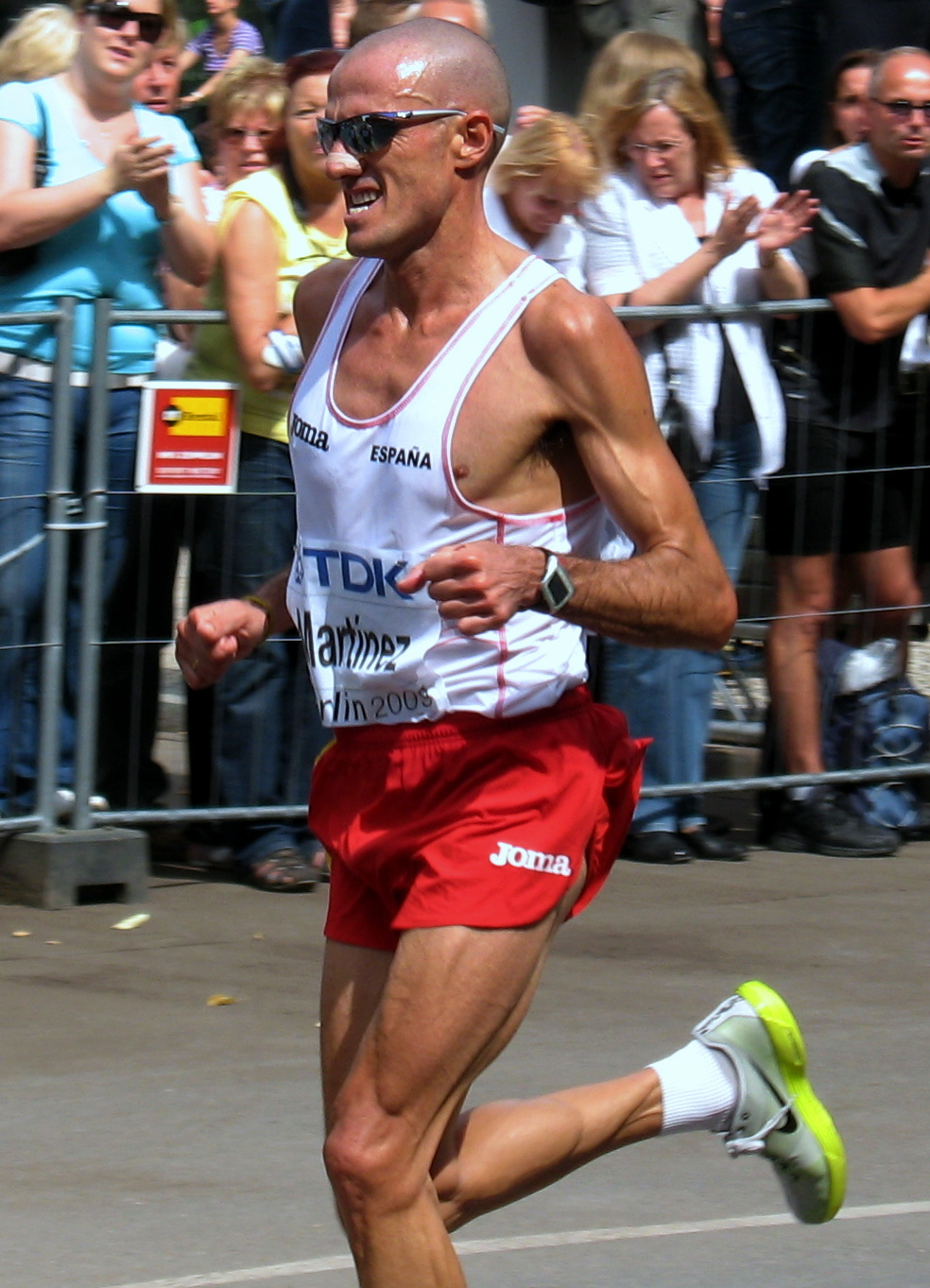
José Manuel Martínez – Vizeeuropameister

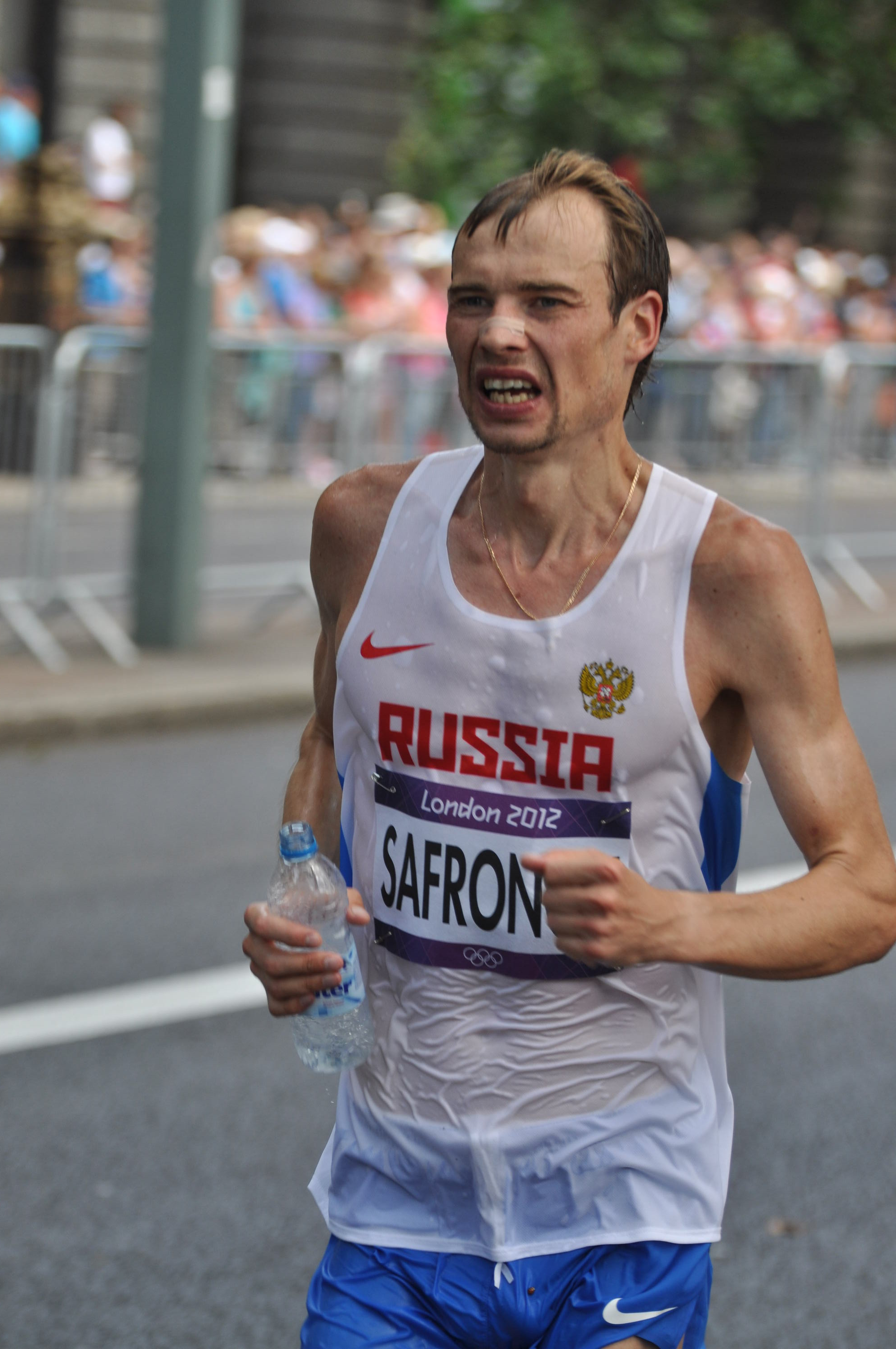
Dmitri Safronow – Bronzemedaillengewinner

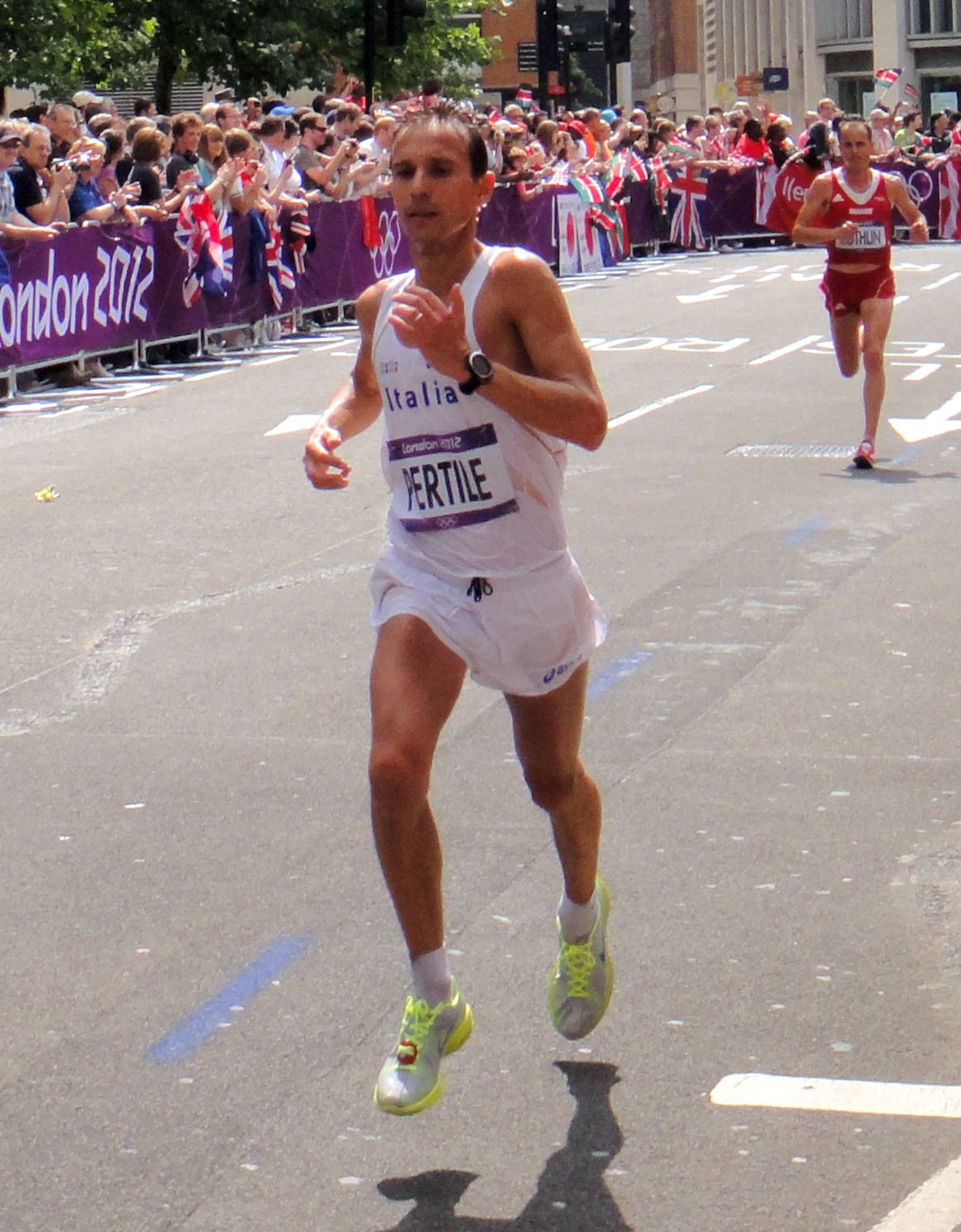
Ruggero Pertile – Platz vier

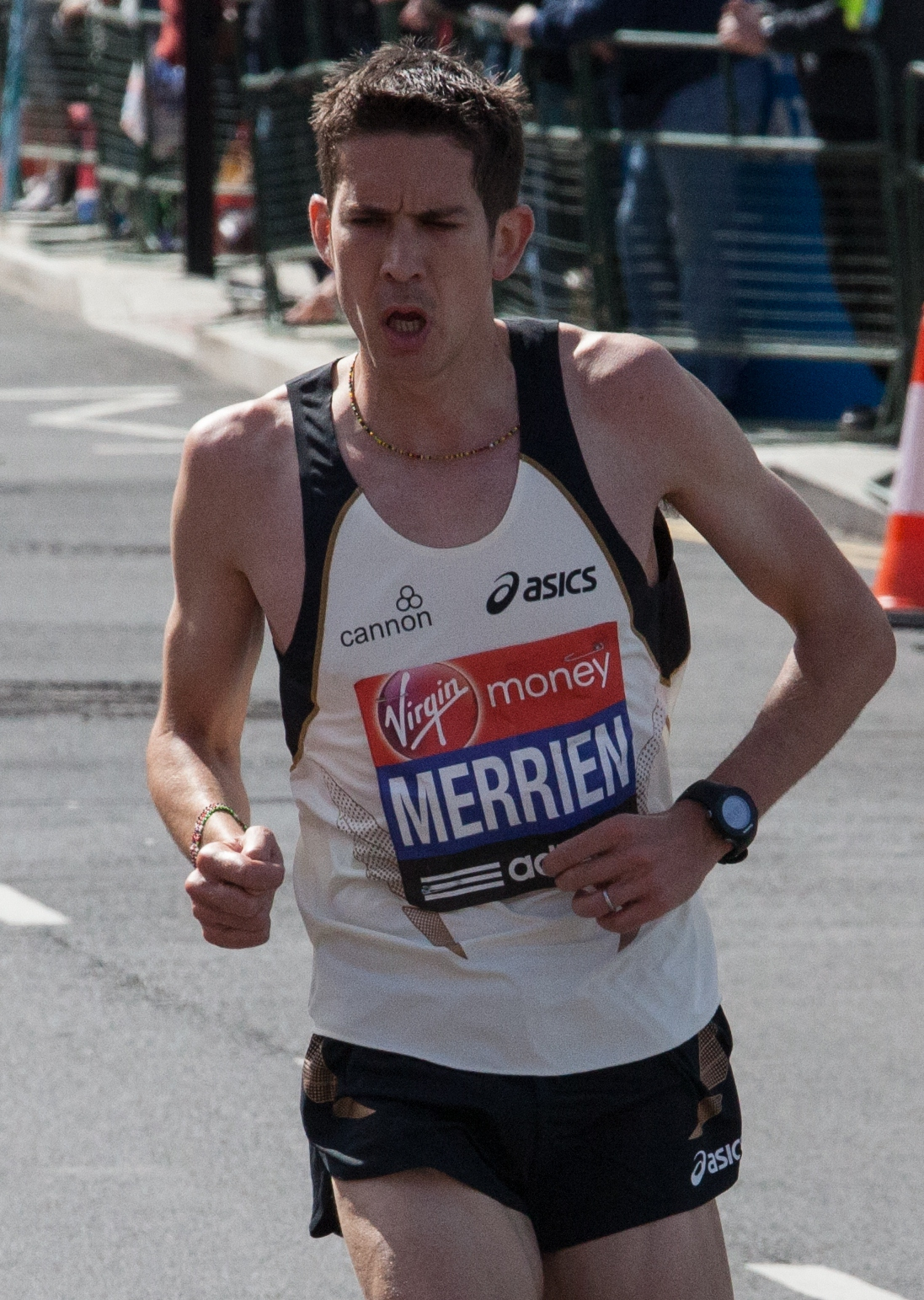
Lee Merrien – Platz acht

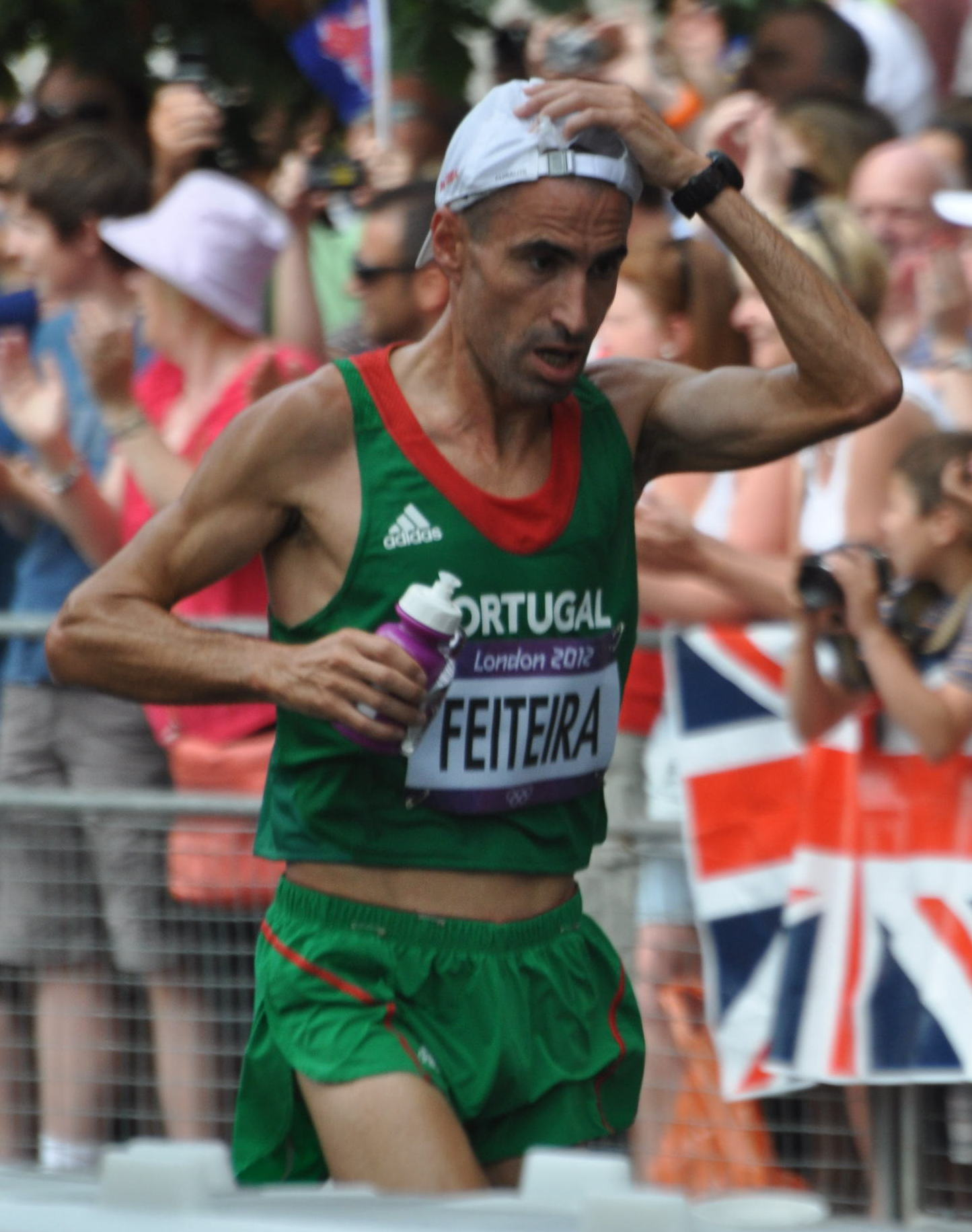
Luis Feiteira – Platz zehn

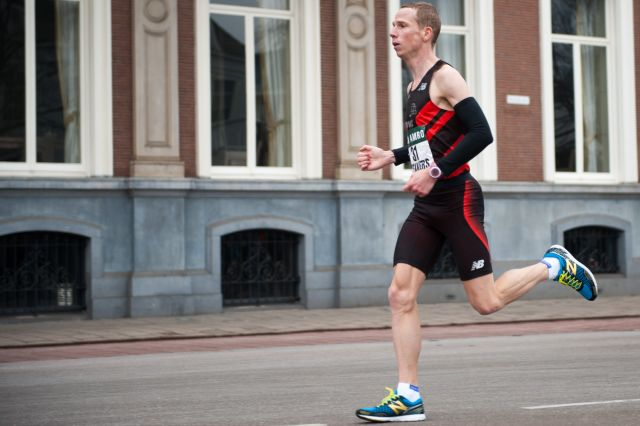
Rens Dekkers – Platz dreizehn

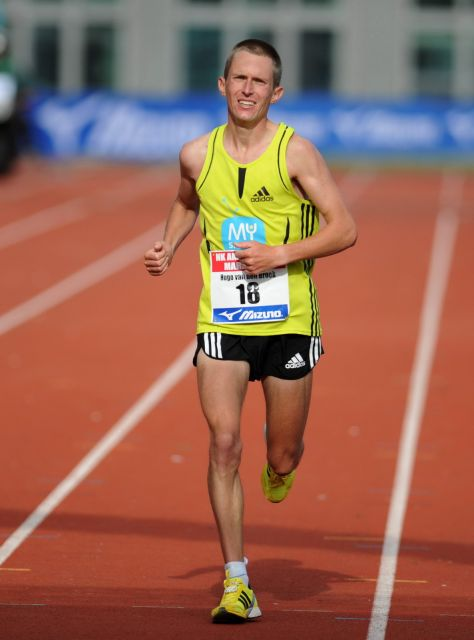
Hugo van den Broek – Platz vierzehn

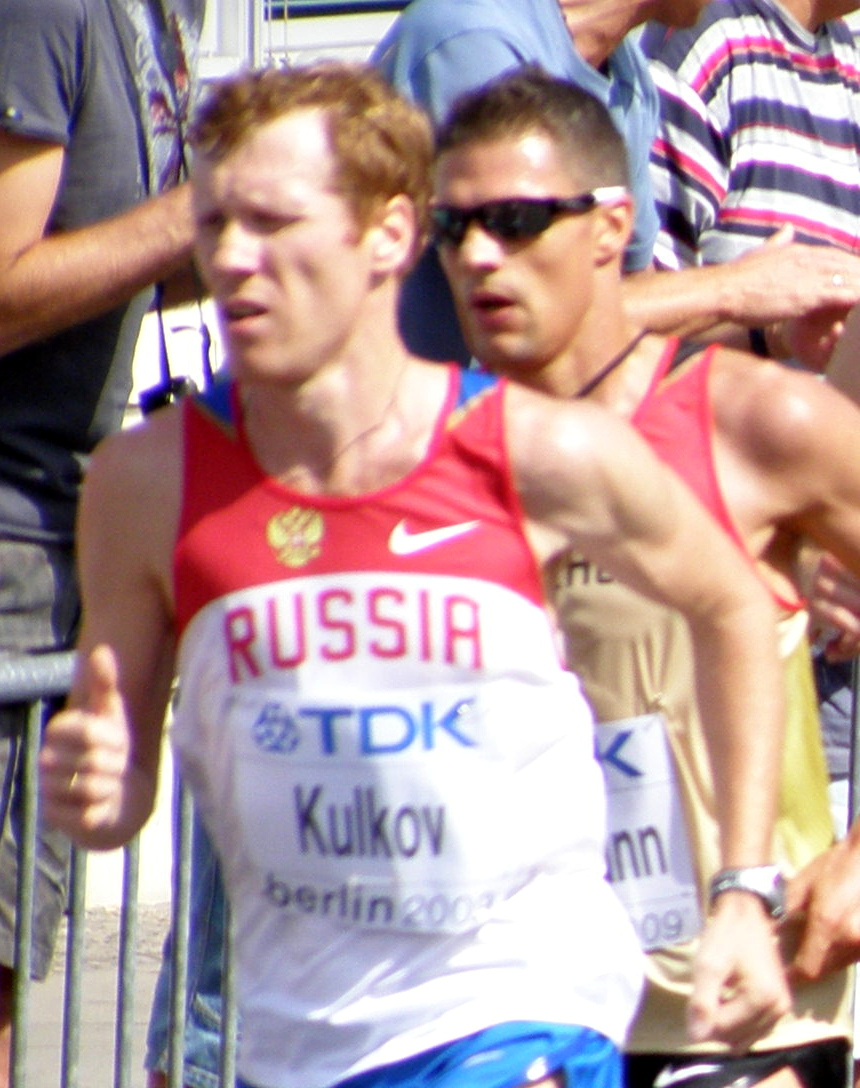
Oleg Kulkow – Platz fünfzehn

| Platz | Athlet               | Land           | Zeit    |
| ----- | -------------------- | -------------- | ------- |
|       | Viktor Röthlin       | Schweiz        | 2:15:31 |
|       | José Manuel Martínez | Spanien        | 2:17:50 |
|       | Dmitri Safronow      | Russland       | 2:18:16 |
| 04    | Ruggero Pertile      | Italien        | 2:19:33 |
| 05    | Pablo Villalobos     | Spanien        | 2:19:56 |
| 06    | Rafael Iglesias      | Spanien        | 2:20:14 |
| 07    | Migidio Bourifa      | Italien        | 2:20:35 |
| 08    | Lee Merrien          | Großbritannien | 2:20:42 |
| 09    | Alexei Sokolow       | Russland       | 2:20:49 |
| 10    | Luís Feiteira        | Portugal       | 2:21:28 |
| 11    | Ottaviano Andriani   | Italien        | 2:21:32 |
| 12    | Mariusz Giżyński     | Portugal       | 2:21:54 |
| 13    | Rens Dekkers         | Niederlande    | 2:22:03 |
| 14    | Hugo van den Broek   | Niederlande    | 2:22:06 |
| 15    | Oleg Kulkow          | Russland       | 2:22:24 |
| 16    | Dave Webb            | Großbritannien | 2:23:04 |
| 17    | Koen Raymaekers      | Niederlande    | 2:23:24 |
| 18    | Günther Weidlinger   | Österreich     | 2:23:37 |
| 19    | Dan Robinson         | Großbritannien | 2:24:06 |
| 20    | Alberto Chaíça       | Portugal       | 2:24:14 |
| 21    | Erik Petersson       | Schweden       | 2:24:29 |
| 22    | Wodage Zwadya        | Israel         | 2:24:39 |
| 23    | Ayele Setegne        | Israel         | 2:26:26 |
| 24    | Ben Moreau           | Großbritannien | 2:27:08 |
| 25    | Oleksiy Rybalchenko  | Ukraine        | 2:27:34 |
| 26    | Patrick Stitzinger   | Niederlande    | 2:28:02 |
| 27    | Vasyl Matviychuk     | Ukraine        | 2:28:26 |
| 28    | Martin Williams      | Großbritannien | 2:28:30 |
| 29    | Jesper Faurschou     | Dänemark       | 2:28:34 |
| 30    | Dastaho Svnech       | Israel         | 2:28:36 |
| 31    | Daniele Caimmi       | Italien        | 2:29:18 |
| 32    | Anton Kosmac         | Slowenien      | 2:29:56 |
| 33    | Toni Bernadó         | Andorra        | 2:30:52 |
| 34    | Brihun Weve          | Israel         | 2:31:47 |
| 35    | Primoz Kobe          | Slowenien      | 2:31:47 |
| 36    | Kristoffer Österlund | Schweden       | 2:32:16 |
| 37    | Ronald Schröer       | Niederlande    | 2:33:18 |
| 38    | Zohar Zemiro         | Israel         | 2:36:58 |
| 39    | Marcel Tschopp       | Liechtenstein  | 2:37:14 |
| 40    | Robert Kotnik        | Slowenien      | 2:40:57 |
| 41    | Javier Díaz          | Spanien        | 2:42:41 |
| 42    | José Moreira         | Portugal       | 2:43:56 |
| 43    | Ivan Ramirez         | Andorra        | 2:51:42 |
| 44    | Christian Pflügl     | Österreich     | 2:53:15 |
| 45    | Alan Manchado Vila   | Andorra        | 3:12:40 |
| DNF   | Tobias Sauter        | Deutschland    |         |
| DNF   | Adam Draczyński      | Polen          |         |
| DNF   | Denis Curzi          | Italien        |         |
| DNF   | Ignacio Cáceres      | Spanien        |         |
| DNF   | Fernando Silva       | Portugal       |         |
| DNF   | Juri Abramow         | Russland       |         |
| DNF   | Oleksandr Sitkowskyj | Ukraine        |         |
| DNF   | Henryk Szost         | Polen          |         |
| DNF   | Tilahun Aliyev       | Aserbaidschan  |         |
| DNF   | José Ríos            | Spanien        |         |
| DNF   | Adil Bouafif         | Schweden       |         |
| DNF   | Martin Beckmann      | Deutschland    |         |
| DNF   | Øystein Sylta        | Norwegen       |         |
| DNF   | Andi Jones           | Großbritannien |         |
| DNF   | Hermano Ferreira     | Portugal       |         |
| DNF   | James Theuri         | Frankreich     |         |
| DNF   | Stefano Baldini      | Italien        |         |
| DNF   | Florian Prüller      | Österreich     |         |
| DNF   | Jordi Royo Lozano    | Andorra        |         |

Bei Kilometer zwanzig hatte sich eine zwölfköpfige Spitzengruppe gebildet, zu der auch Titelverteidiger Stefano Baldini gehörte. Nach einer Tempoverschärfung setzten sich kurz nach der Halbzeitmarke vier Läufer an die Spitze: Viktor Röthlin, José Manuel Martínez, Ruggero Pertil und James Theury. Baldini konnte nicht mehr Schritt halten und stieg aus. Kurz nachdem Pertile ebenfalls hatte abreißen lassen müssen, setzte sich bei Kilometer 28 Röthlin an die Spitze und baute seinen Vorsprung bis ins Ziel kontinuierlich aus. Theury dagegen hatte sich übernommen, fiel immer weiter zurück und gab schließlich auf. Pertile kämpfte sich noch einmal kurzzeitig an Martínez heran, fiel dann aber von Krämpfen geplagt auf den letzten Kilometern hinter Dmitri Safronow zurück, der sich vom sechsten Platz vorgearbeitet hatte.
Bei Temperaturen von mehr als 25 °C war es die langsamste Siegerzeit seit den Europameisterschaften 1969. Die schwierigen äußeren Bedingungen trugen auch dazu bei, dass neunzehn der 64 gestarteten Athleten nicht das Ziel erreichten.

## Ergebnis Marathon-Cup
| Platz | Land           | Athleten                                              | Zeit (h) |
| ----- | -------------- | ----------------------------------------------------- | -------- |
| 1     | Spanien        | José Manuel Martínez Pablo Villalobos Rafael Iglesias | 6:58:00  |
| 2     | Russland       | Dmitri Safronow Alexei A. Sokolow Oleg Kulkow         | 7:01:29  |
| 3     | Italien        | Ruggero Pertile Migidio Bourifa Ottaviano Andriani    | 7:01:40  |
| 4     | Niederlande    | Rens Dekkers Hugo van den Broek Koen Raymaekers       | 7:07:33  |
| 5     | Großbritannien | Lee Merrien Dave Webb Dan Robinson                    | 7:07:52  |
| 6     | Israel         | Wodage Zvadya Ayele Setegne Dastaho Swonek            | 7:19:41  |
| 7     | Portugal       | Luís Feiteira Alberto Chaíça José Moreira             | 7:29:38  |
| 8     | Slowenien      | Anton Kosmač Primož Kobe Robert Kotnik                | 7:42:40  |
| 9     | Andorra        | Antoni Bernadó Iván Ramírez Alan Manchado             | 8:35:14  |

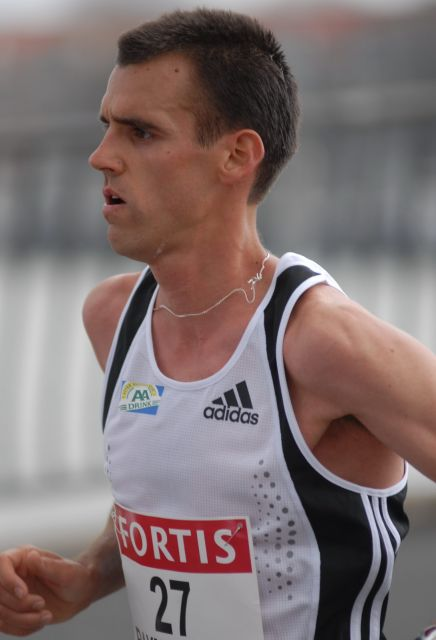
Koen Raymaekers – Platz siebzehn
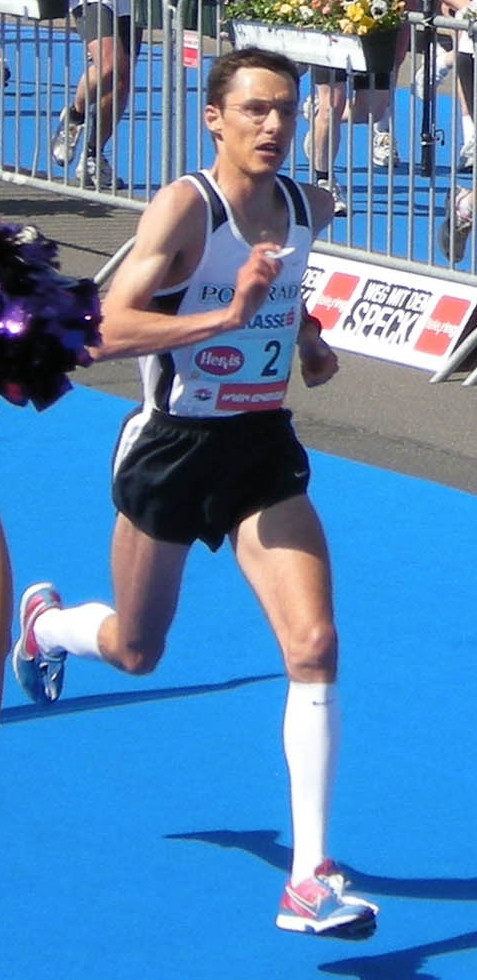
Günther Weidlinger – Platz neunzehn
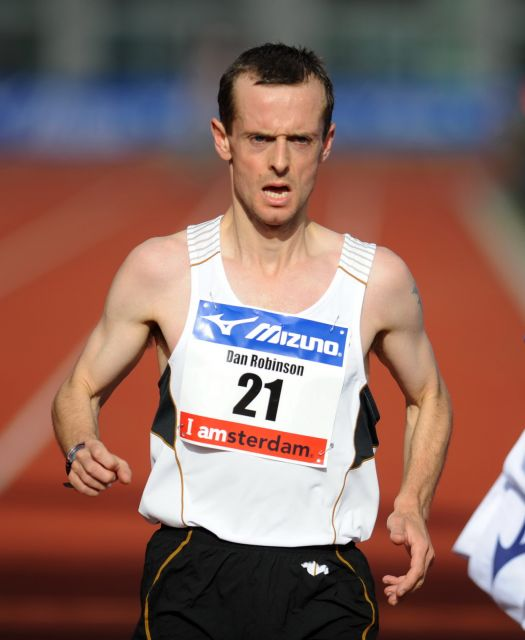
Dan Robinson – Platz neunzehn
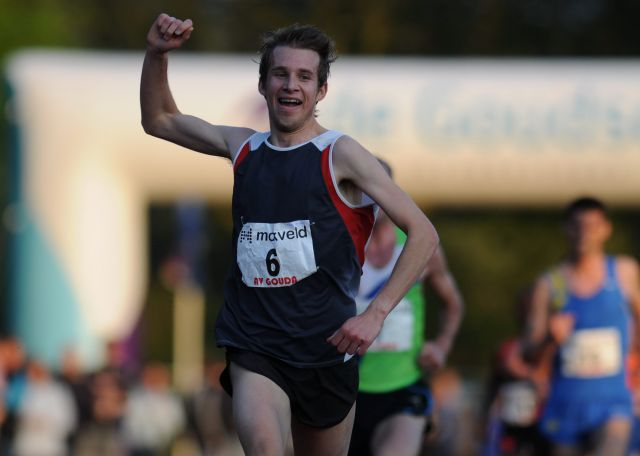
Patrick Stitzinger – Platz 26

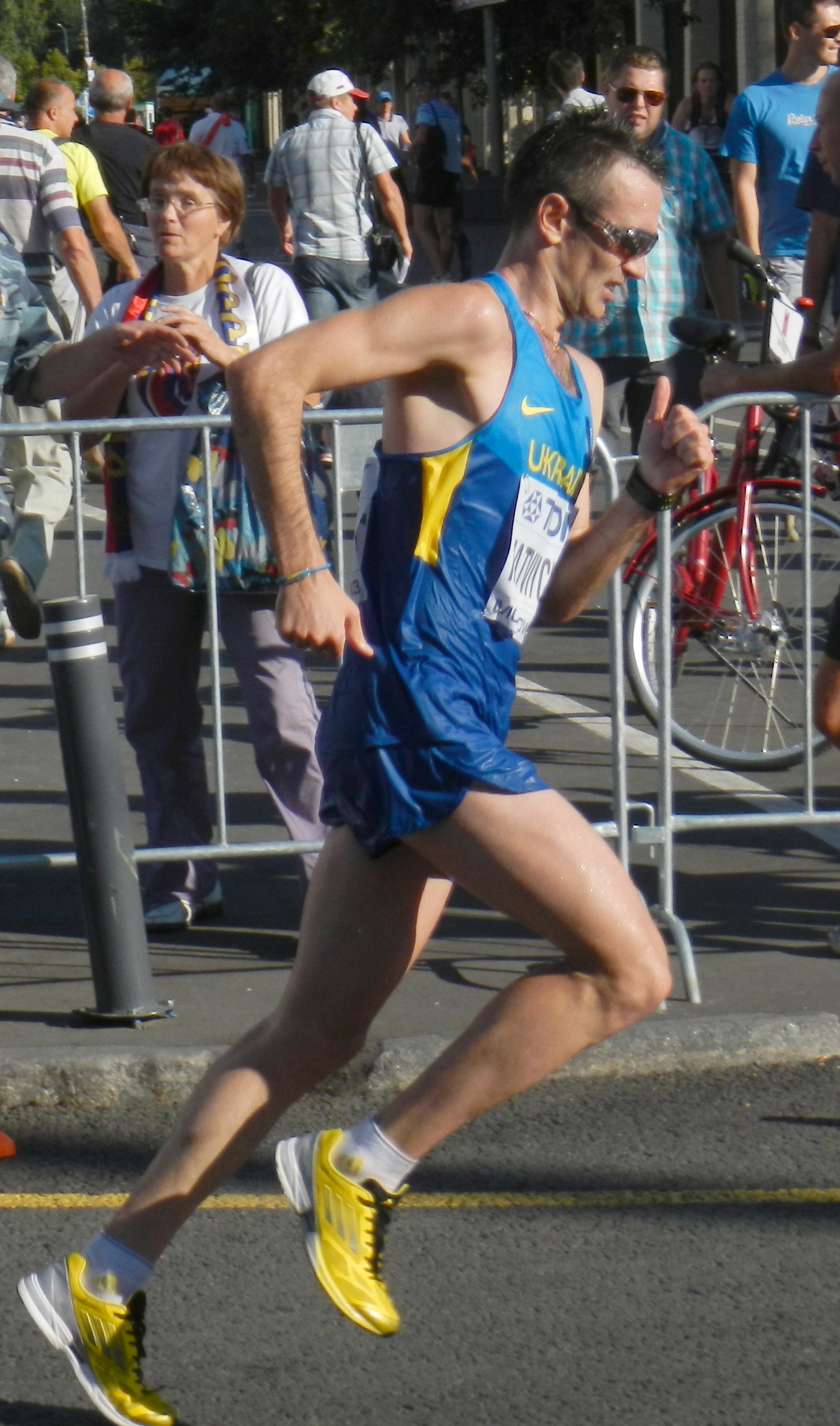
Vasyl Matviychuk – Platz 27
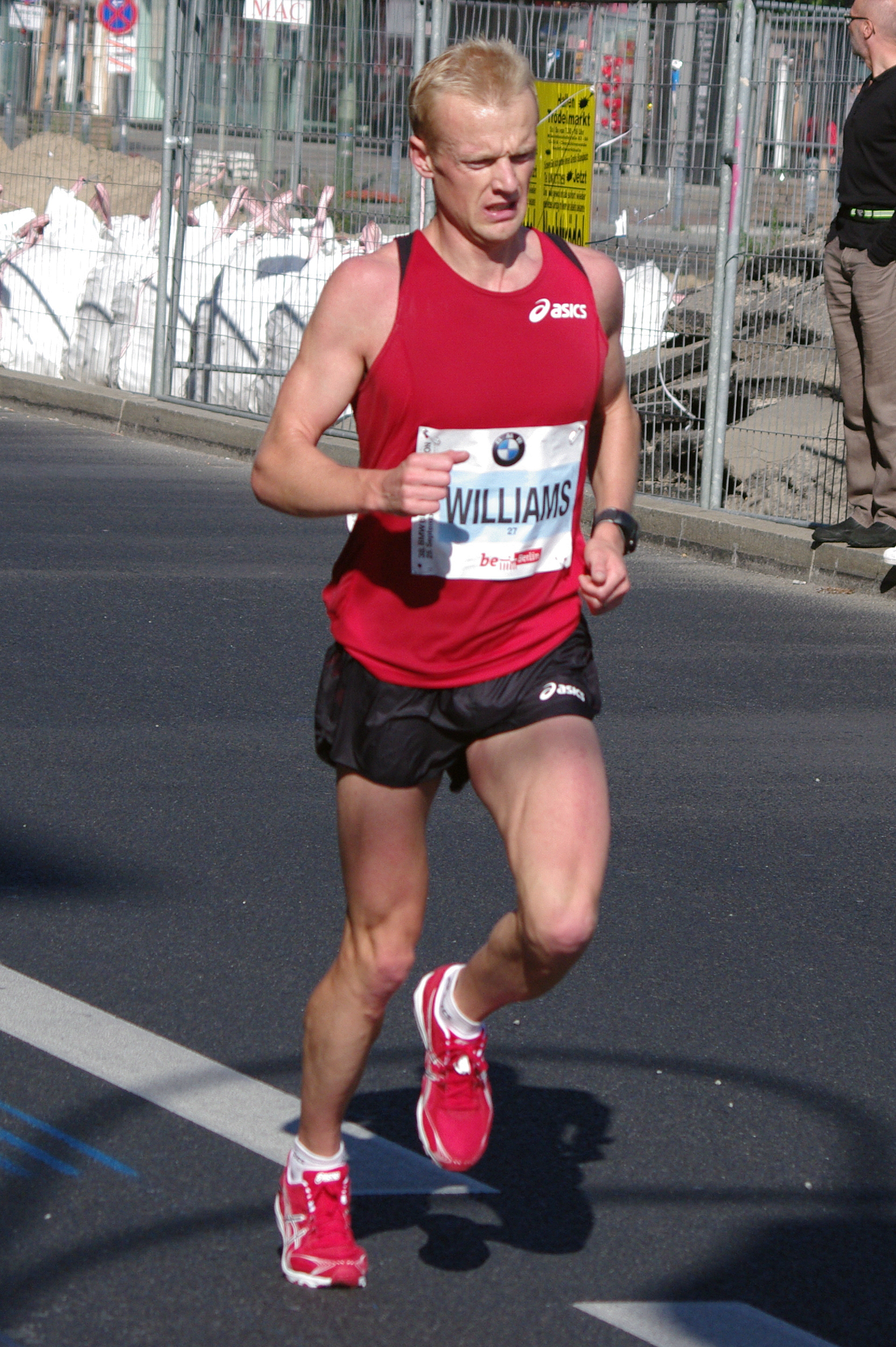
Martin Williams – Platz 28
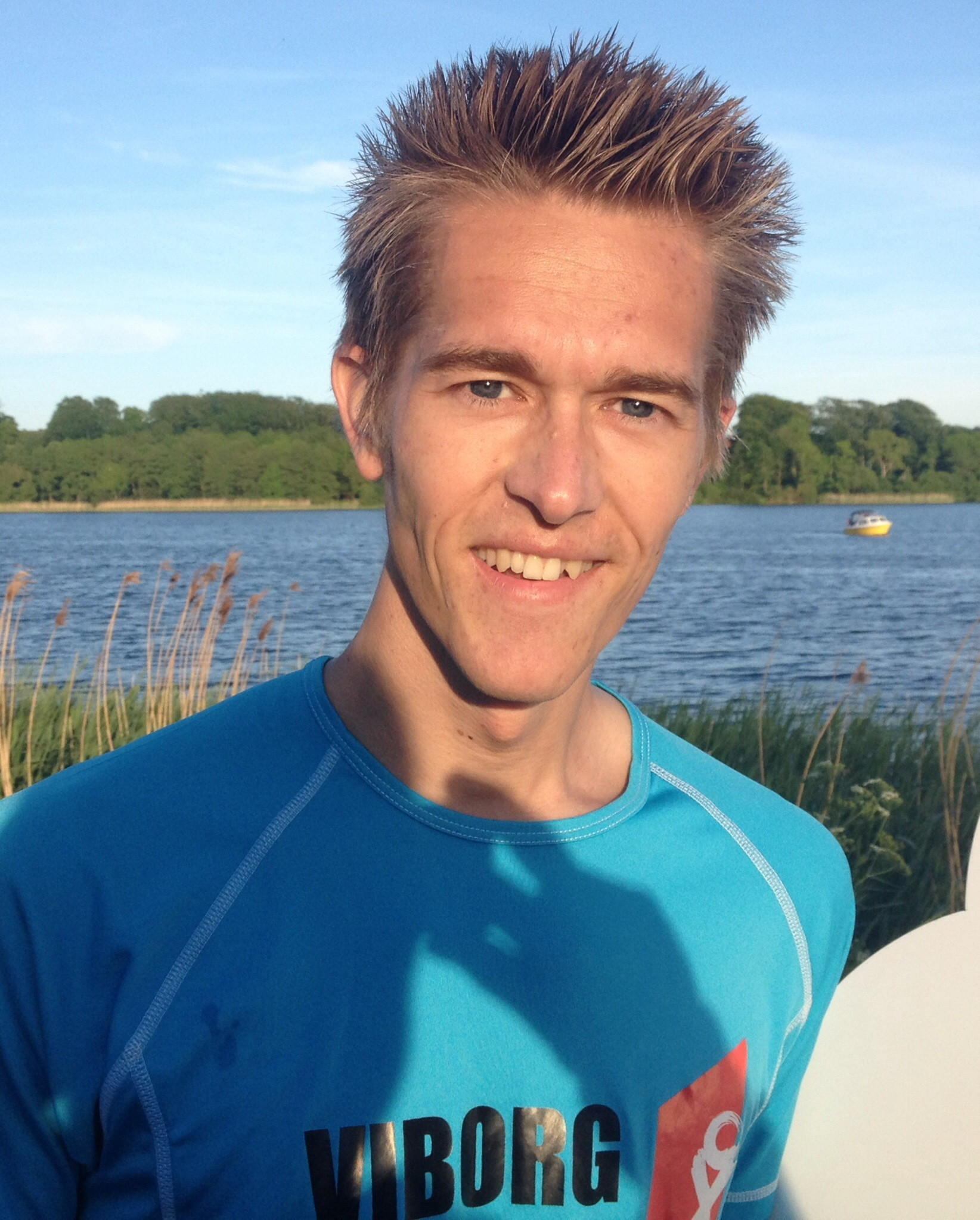
Jesper Faurschou – Platz 29
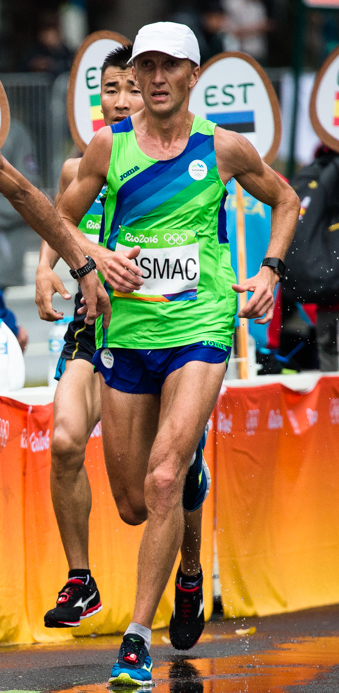
Anton Kosmac – Platz 32

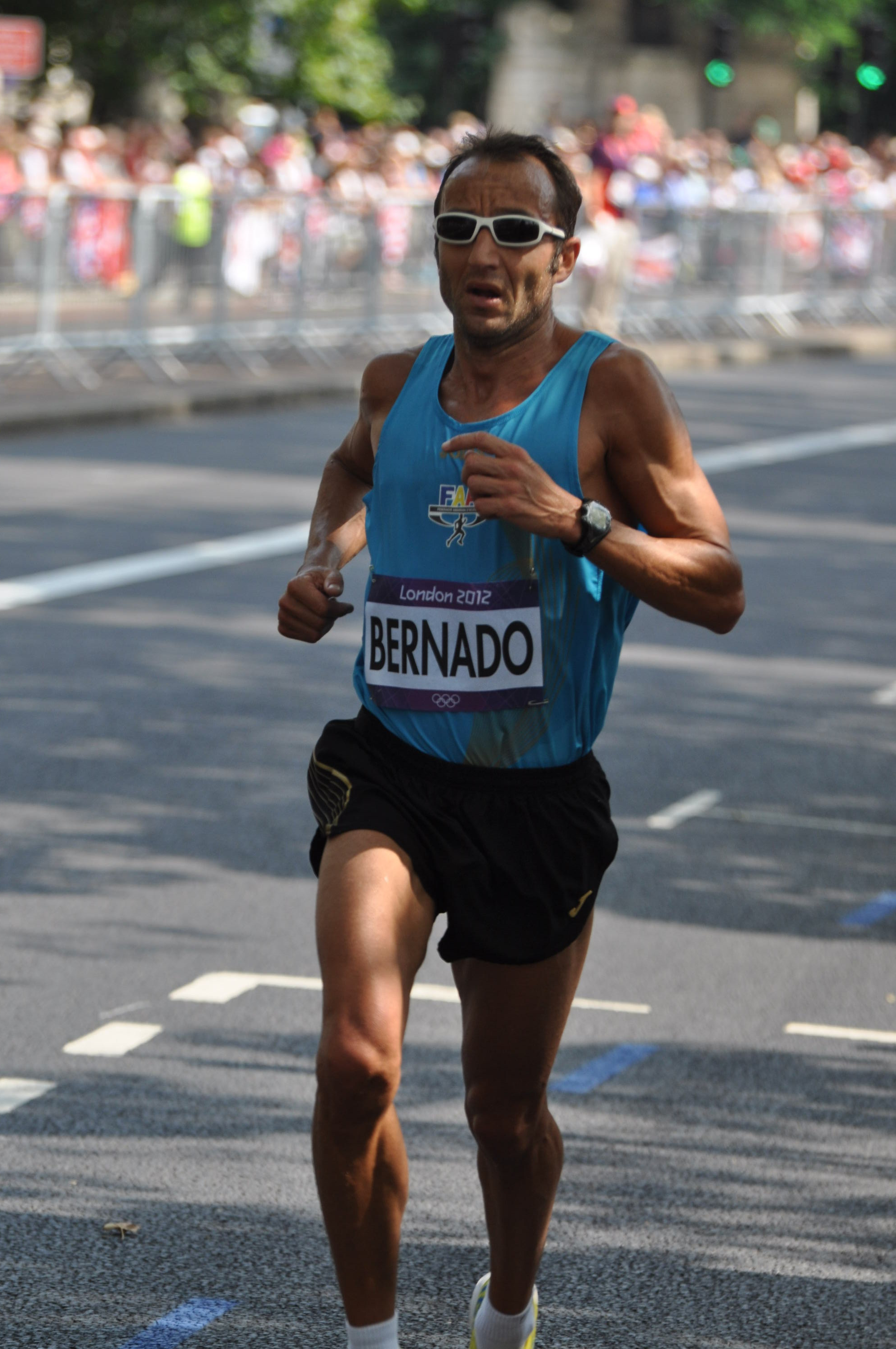
Toni Bernadó – Platz 33
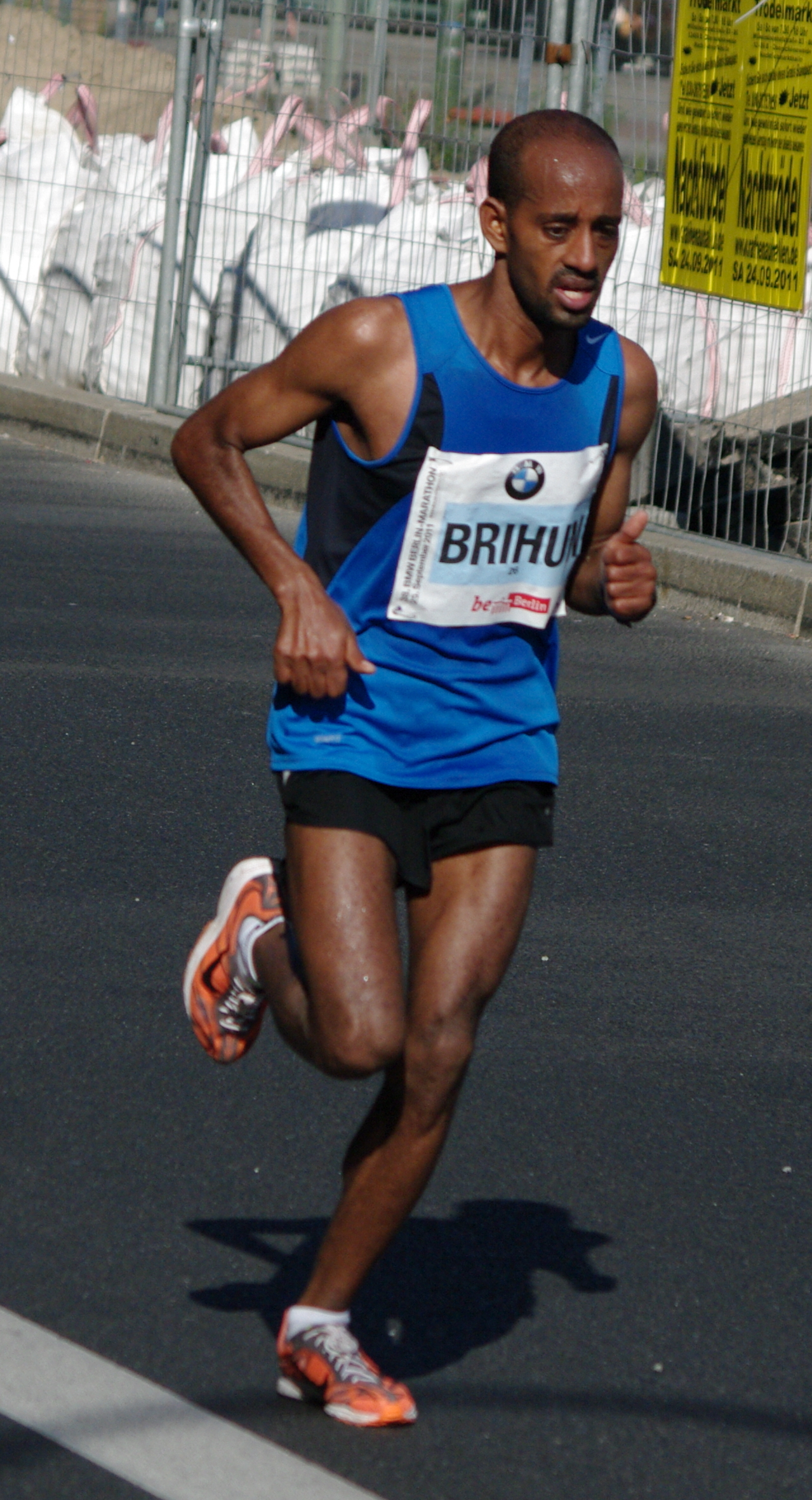
Brihun Weve, Israel – Platz 34
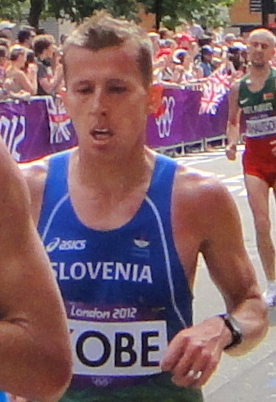
Primoz Kobe – Platz 35
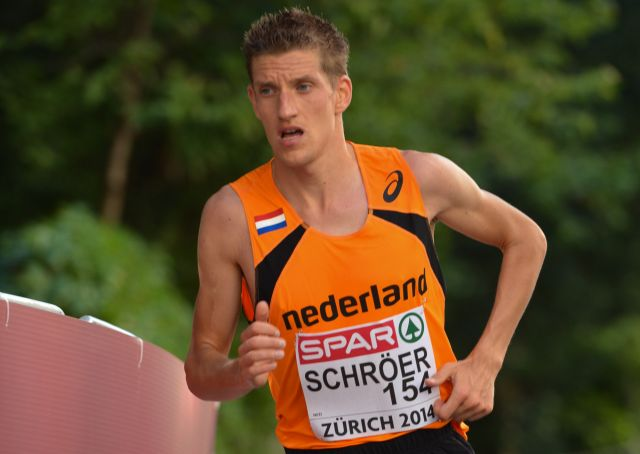
Ronald Schröer – Platz 37

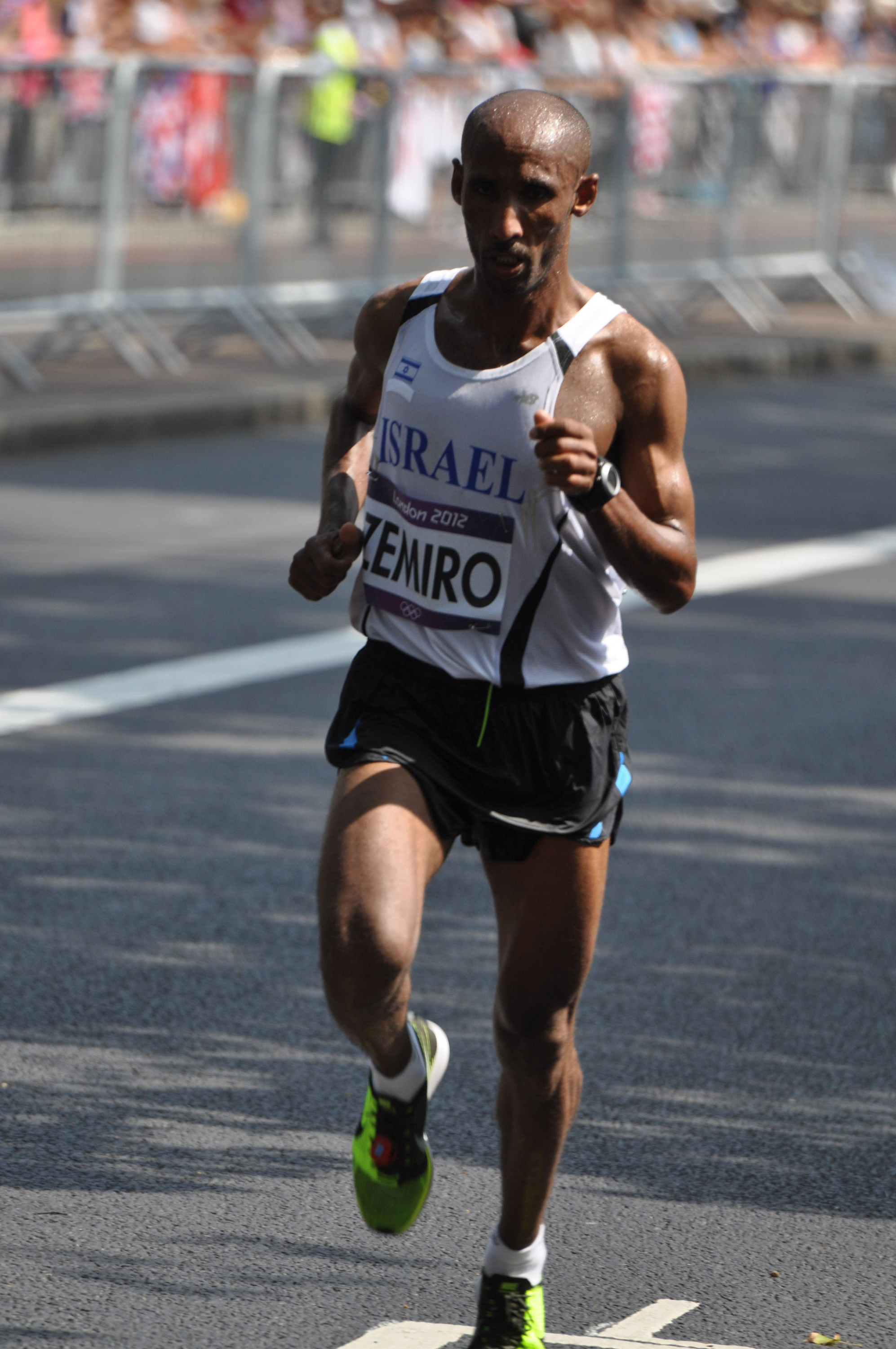
Zohar Zemiro – Platz 38
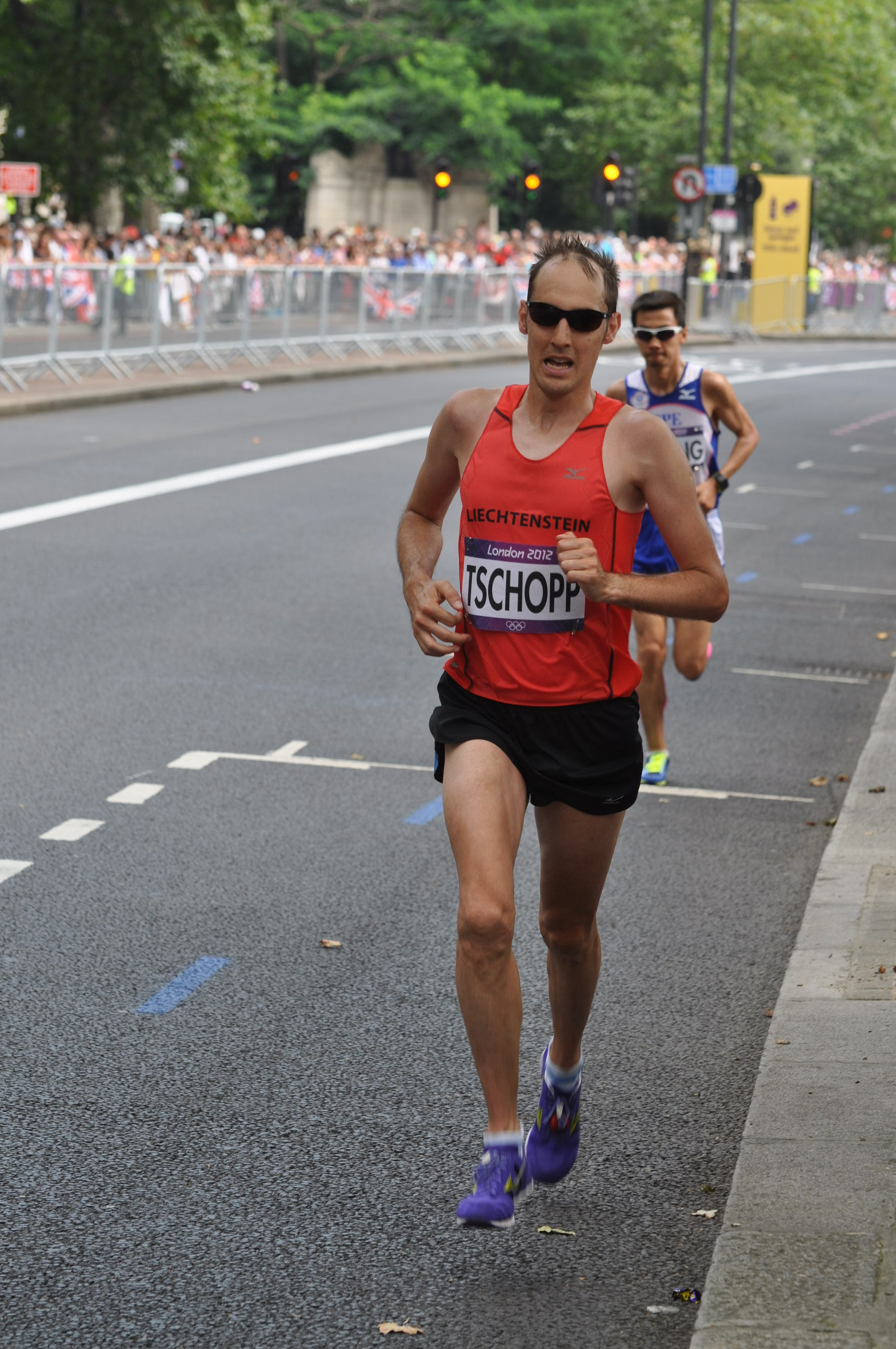
Marcel Tschopp – Platz 39
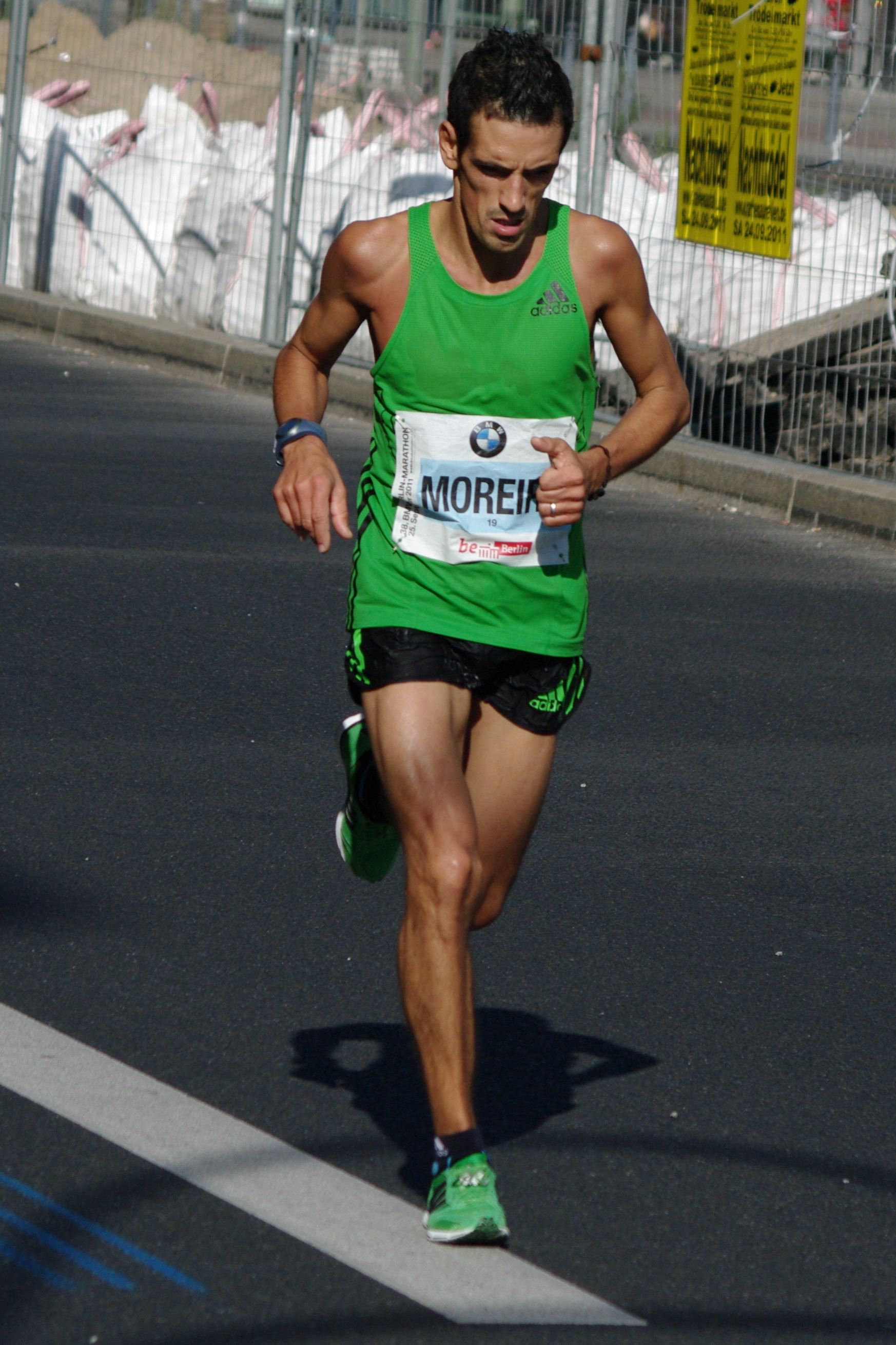
José Moreira – Platz 42

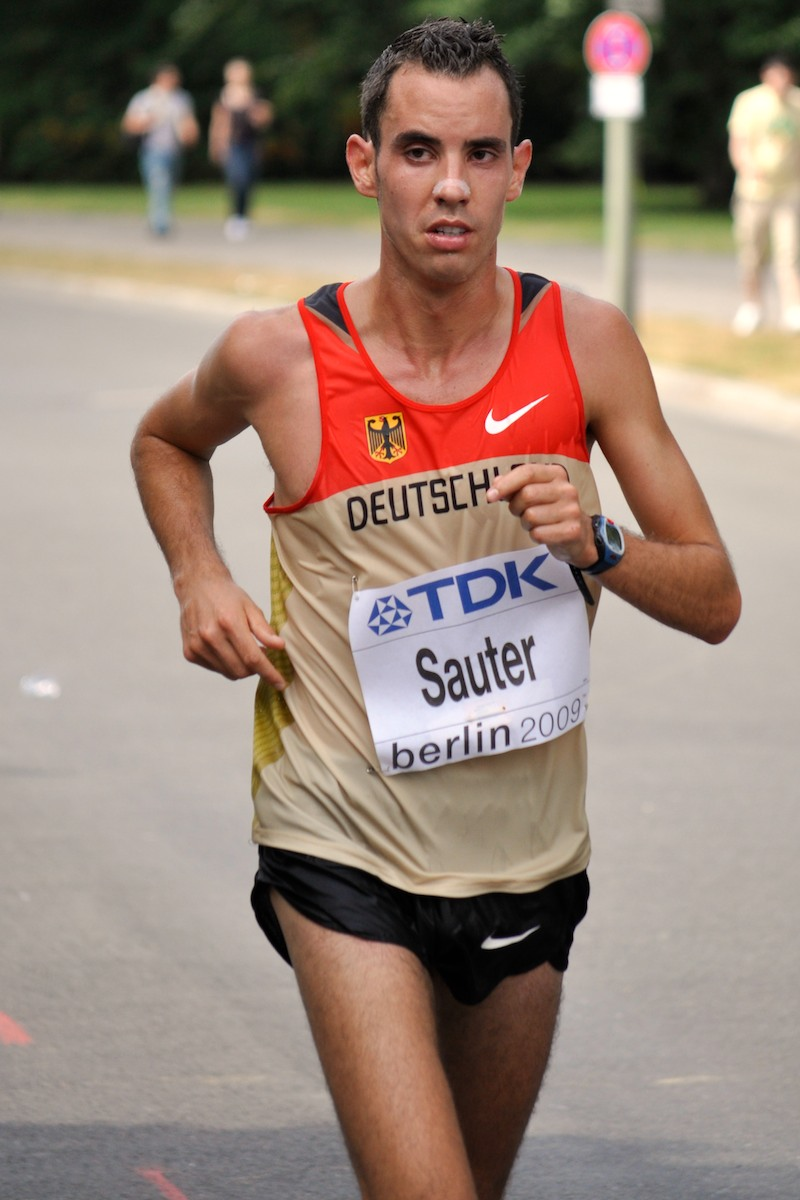
Tobias Sauter – Rennen nicht beendet
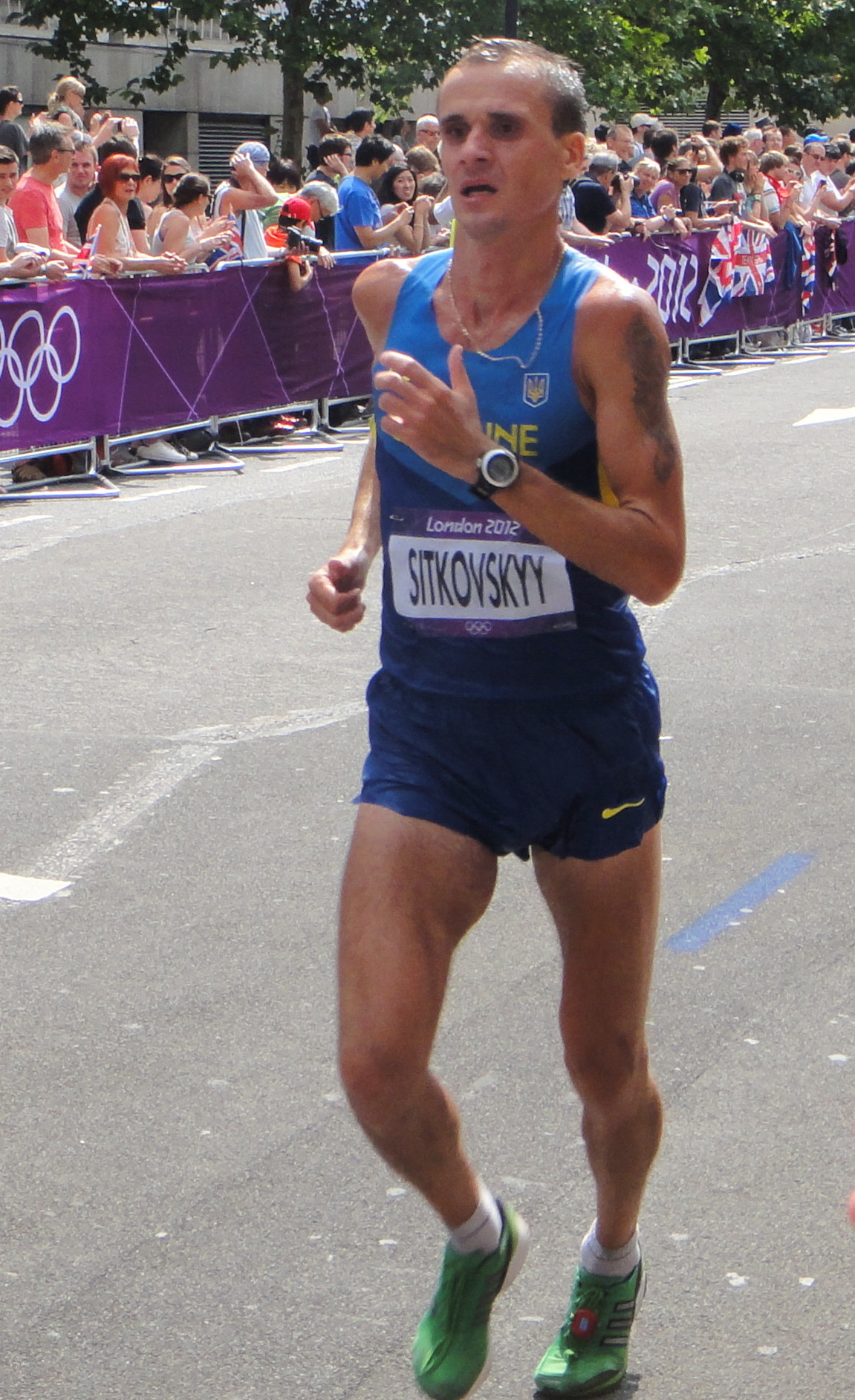
Oleksandr Sitkowskyj – Rennen nicht beendet
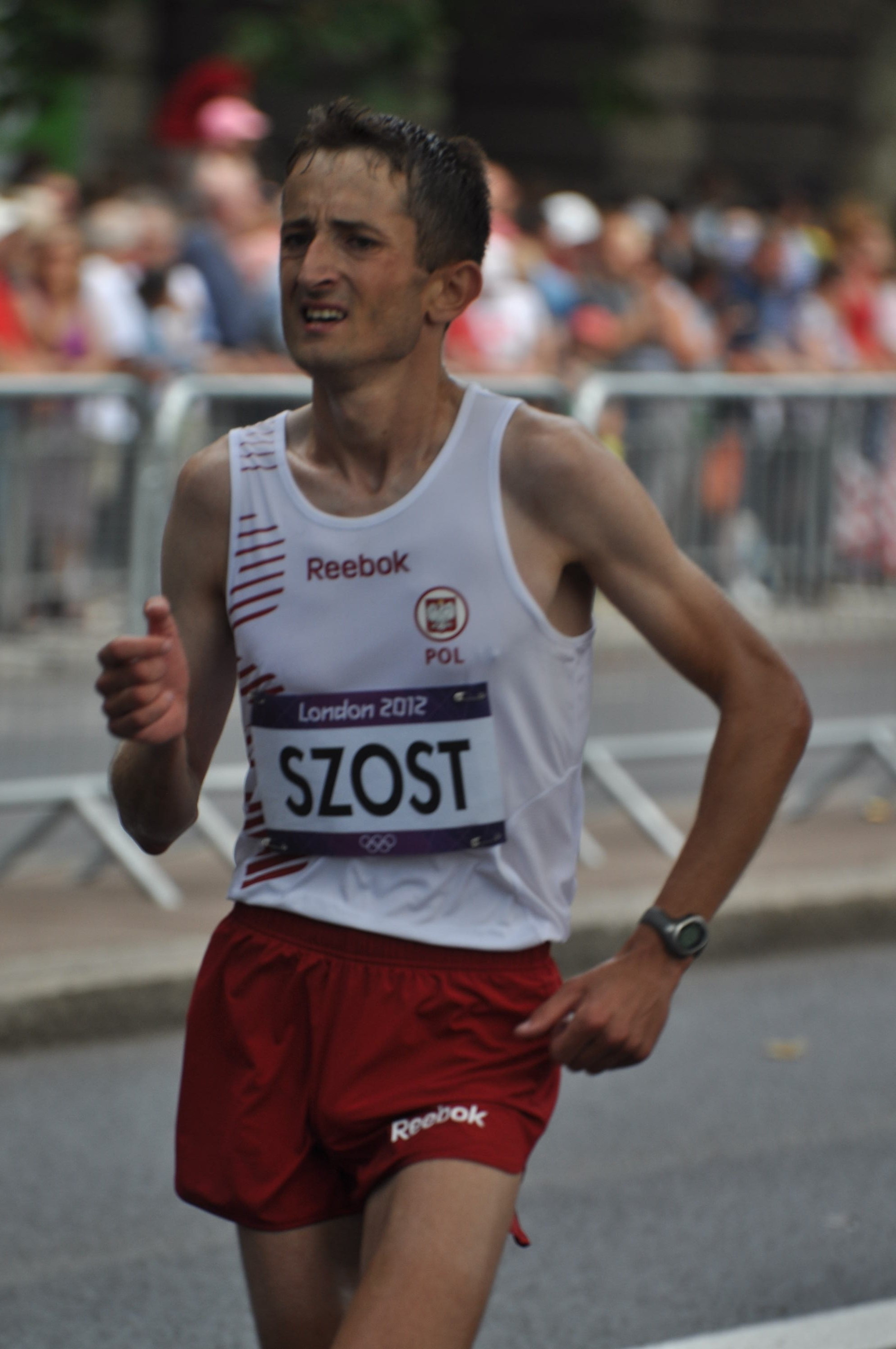
Henryk Szosz – Rennen nicht beendet
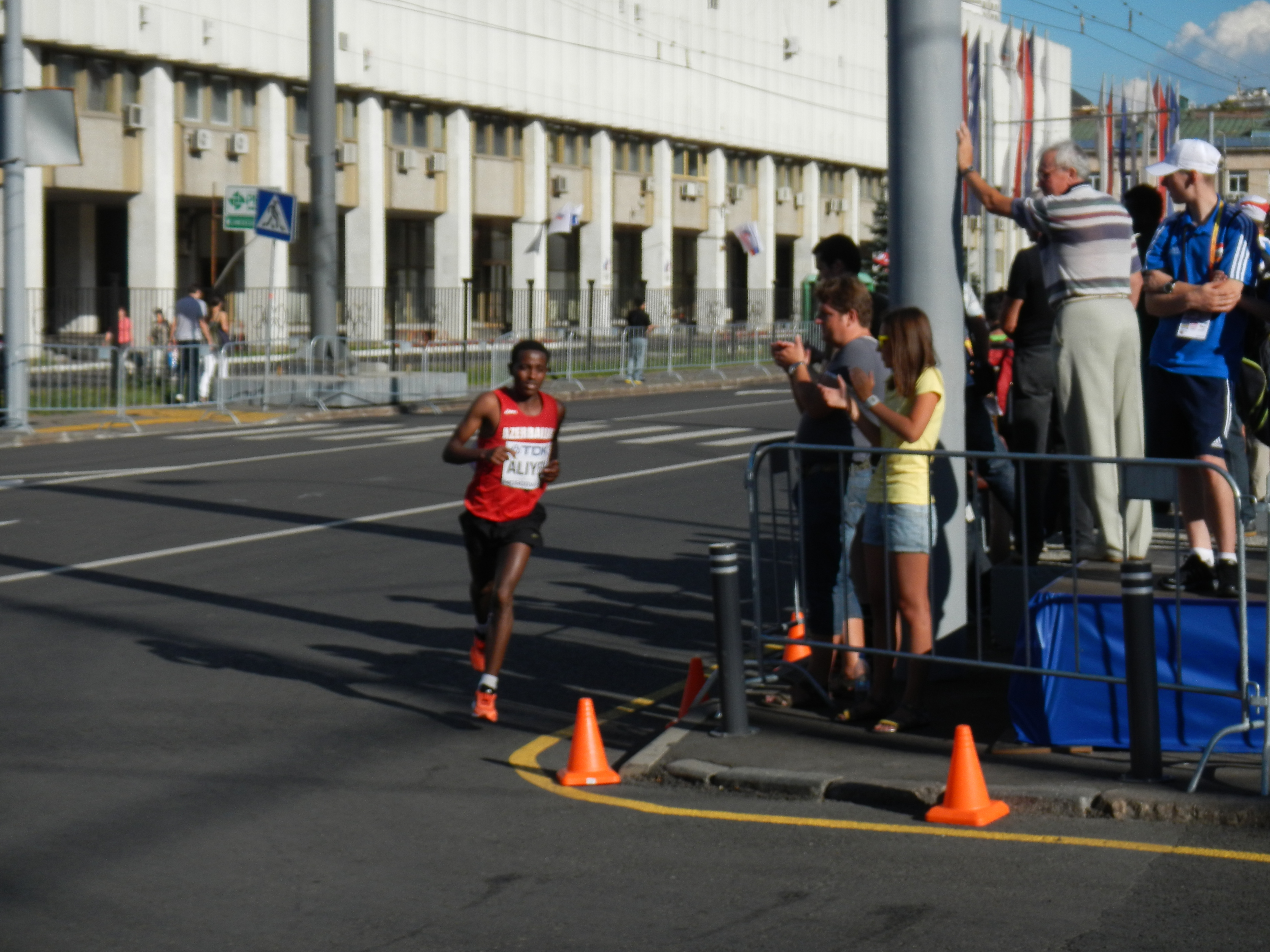
Tilahun Aliyev – Rennen nicht beendet

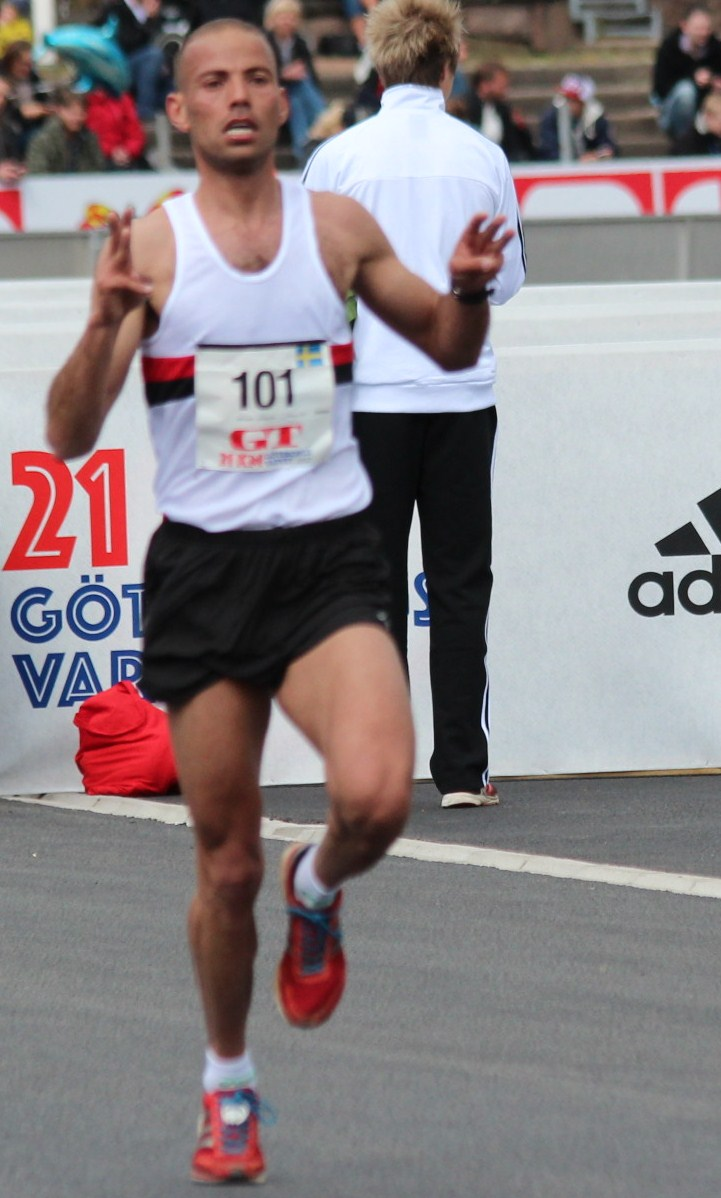
Adil Bouafif – Rennen nicht beendet
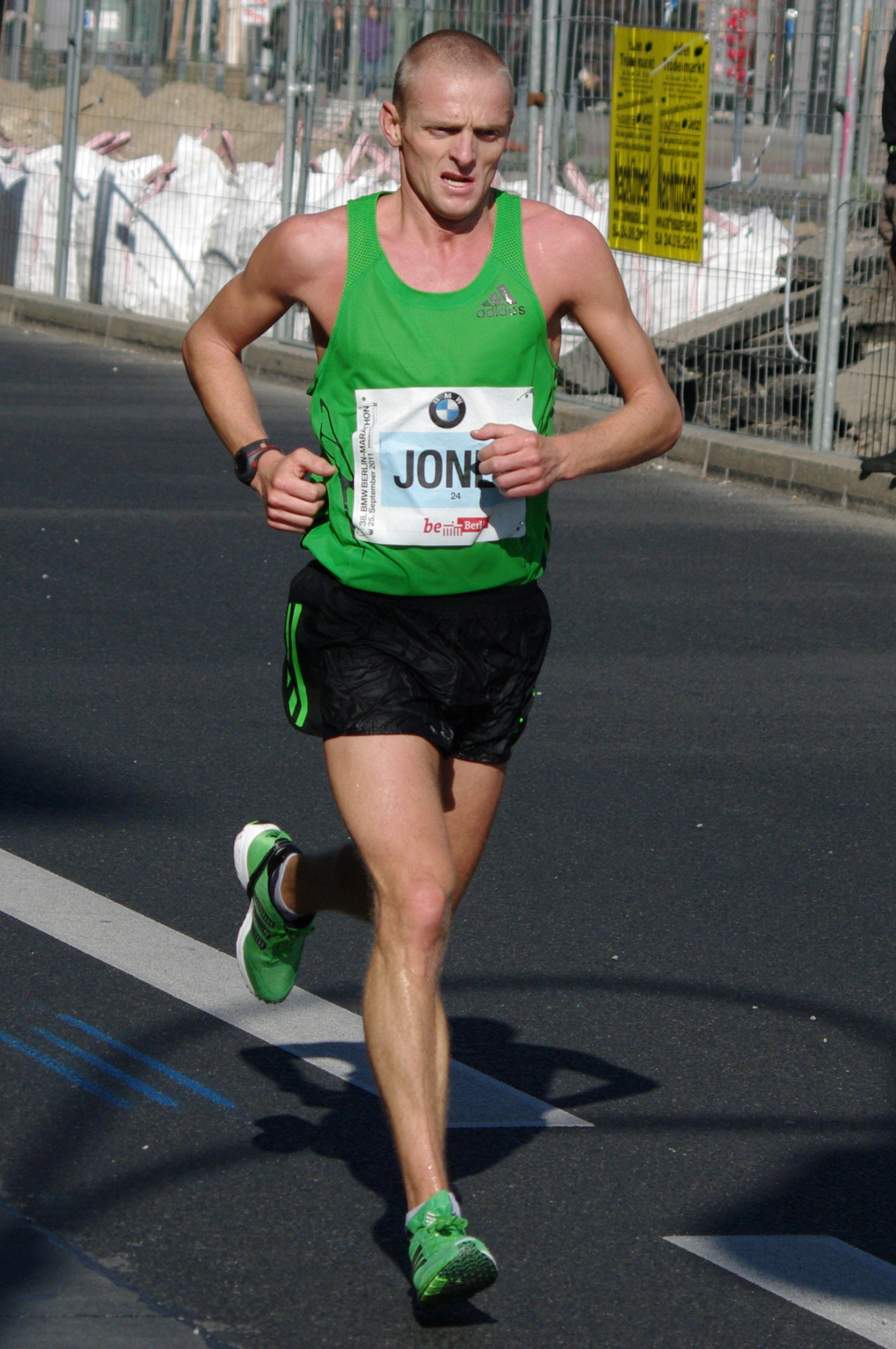
Andi Jones – Rennen nicht beendet
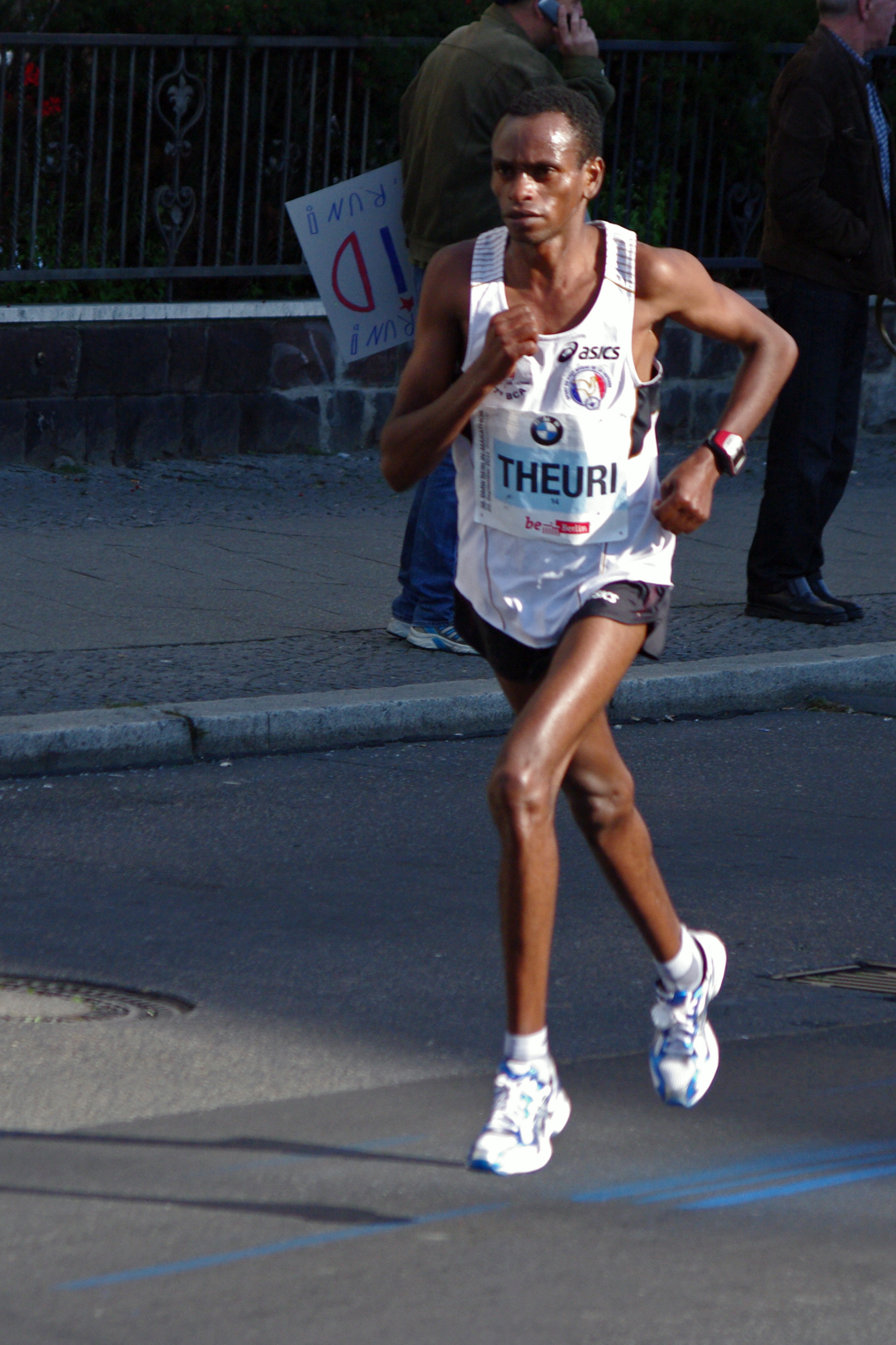
James Theuri – Rennen nicht beendet
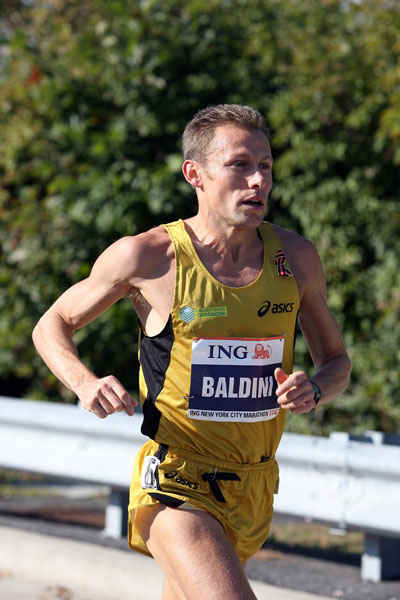
Stefano Baldini – Rennen nicht beendet

## Videolink
- Men's Marathon Final | Barcelona 2010, youtube.com, abgerufen am 12. Februar 2023